# Restoque
Restoque é uma empresa varejista brasileira fundada em 1982, com foco em venda de roupas, acessórios e cosméticos de alto padrão. Restoque opera no Brasil, na Itália e no Panamá e é listada na B3. A empresa tem sede em São Paulo e tem um escritório em Blumenau, possui 308 lojas dividido em cinco marcas: Le Lis Blanc Deaux (108 lojas), Dudalina (102 lojas), Rosa Chá (4 lojas), John John (55 lojas), Bo.Bô (43 lojas) e Individual através dos canais de multimarcas. Em 2016, a empresa chegou a anunciar negócios com o seu rival InBrands, mas em agosto do mesmo ano desistiu da fusão.

## Histórico
Em 2008, a Companhia realizou a sua abertura de capital (IPO) na BM&FBovespa (atual B3).
No mesmo ano, adquiriu a marca Bo.Bô - Bourgeois Bohême.
Em 2012, foram adicionadas à marca Le Lis Blanc a linha de cosméticos e produtos de beleza "Le Lis Beauté" e a linha de produtos de vestuário para o público masculino "Noir, Le Lis". Ainda em 2012,  adquiriu os direitos da marca Rosa Chá, e investiu vinte milhões na aquisição da marca e no desenvolvimento das lojas.
Em 2014 incorporou 100% das ações da Dudalina.
Em 31 de dezembro de 2015 o Grupo tinha 328 lojas próprias, distribuídas entre cinco de suas sete marcas (Le Lis Blanc Deux, Dudalina, Bo.Bô - Bourgeois Bohême, John John, Individual e Rosa Chá).

## Controvérsias
Em 2016, de acordo com a Revista Exame, uma guerra de fundos de investimento pelo controle da empresa tem causado entraves ao sucesso do grupo.